# Cheirotonus macleayi
Cheirotonus macleayi är en skalbaggsart som beskrevs av Hope 1840. Cheirotonus macleayi ingår i släktet Cheirotonus och familjen Euchiridae. Inga underarter finns listade i Catalogue of Life.

## Bildgalleri

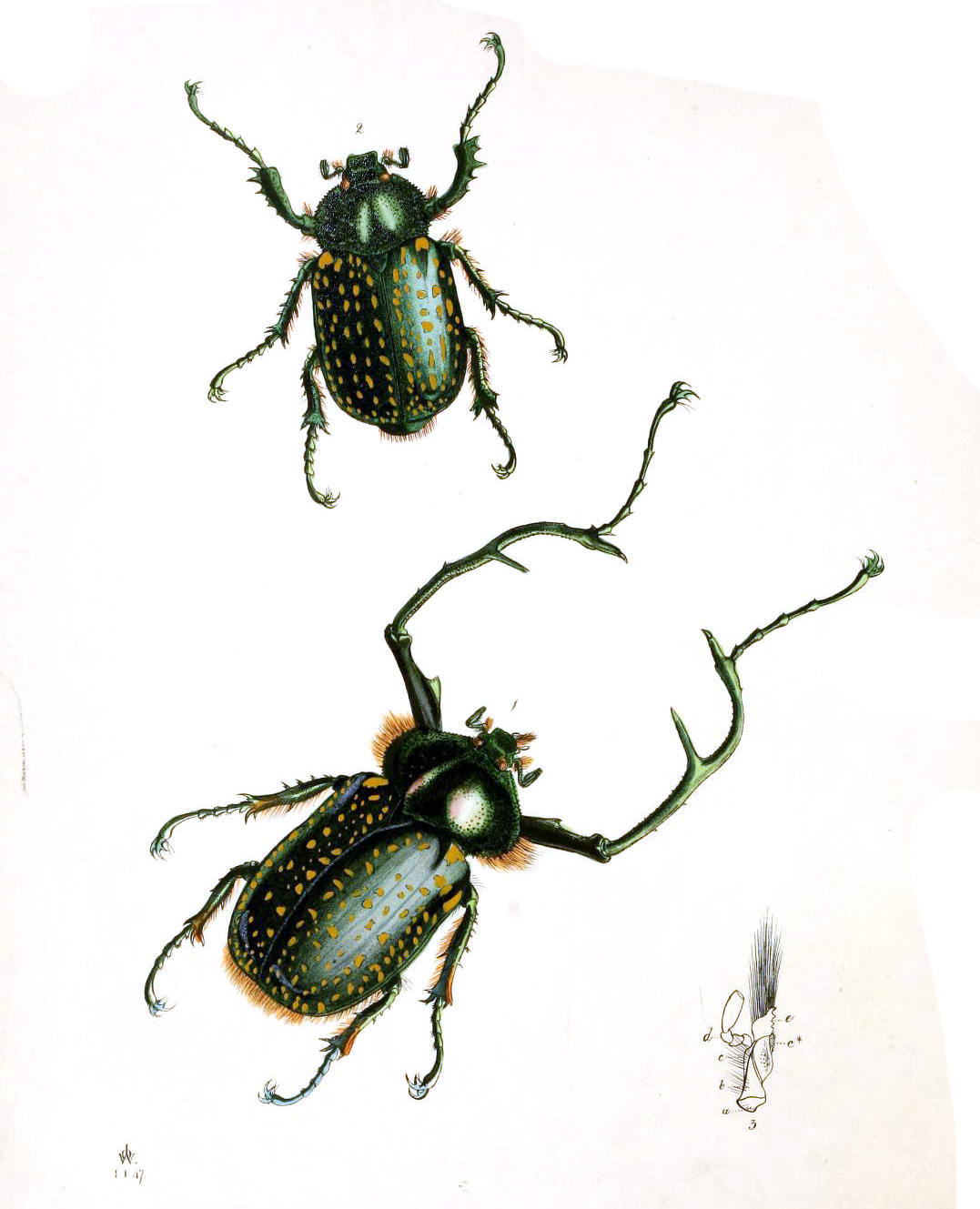
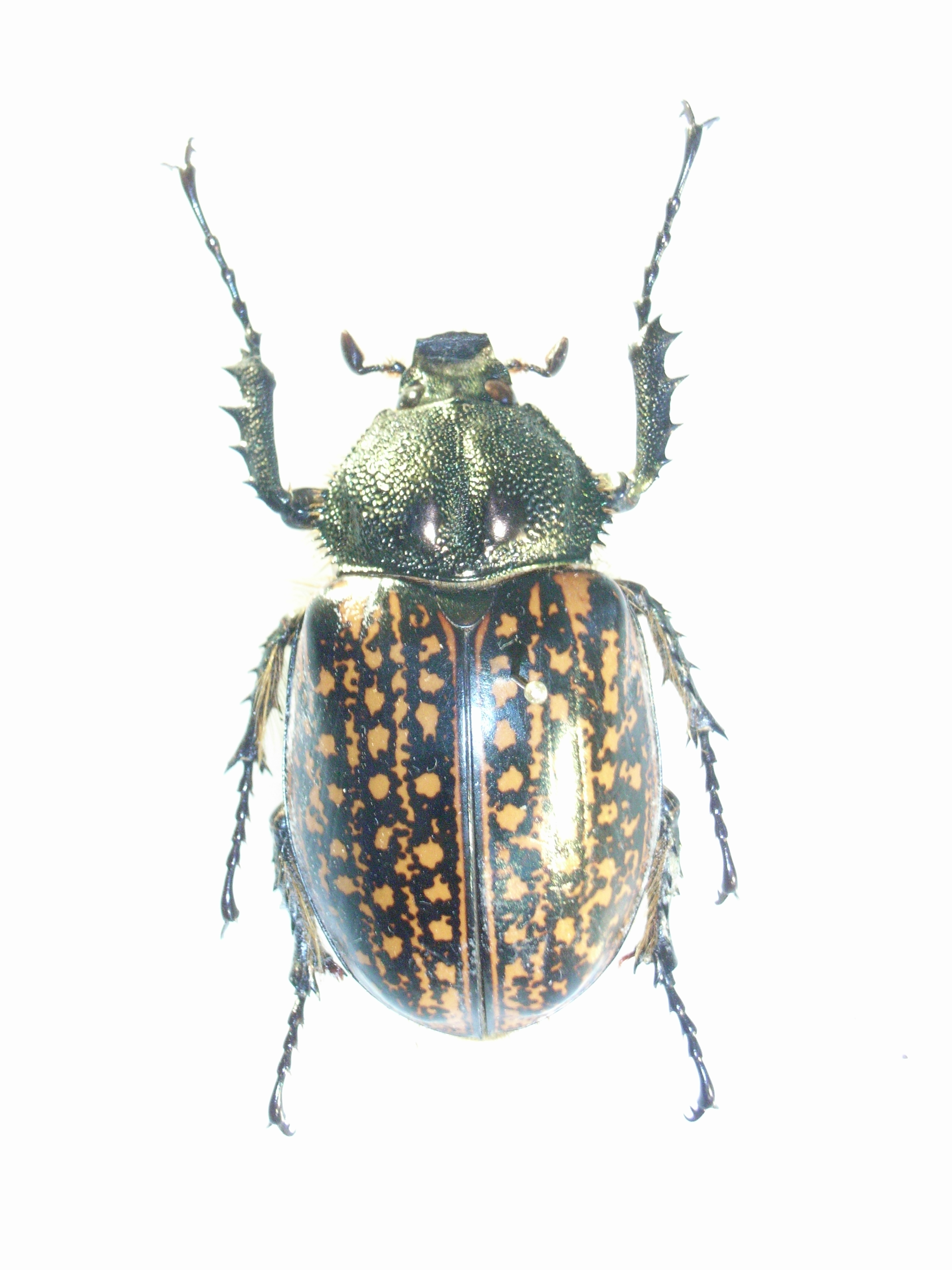
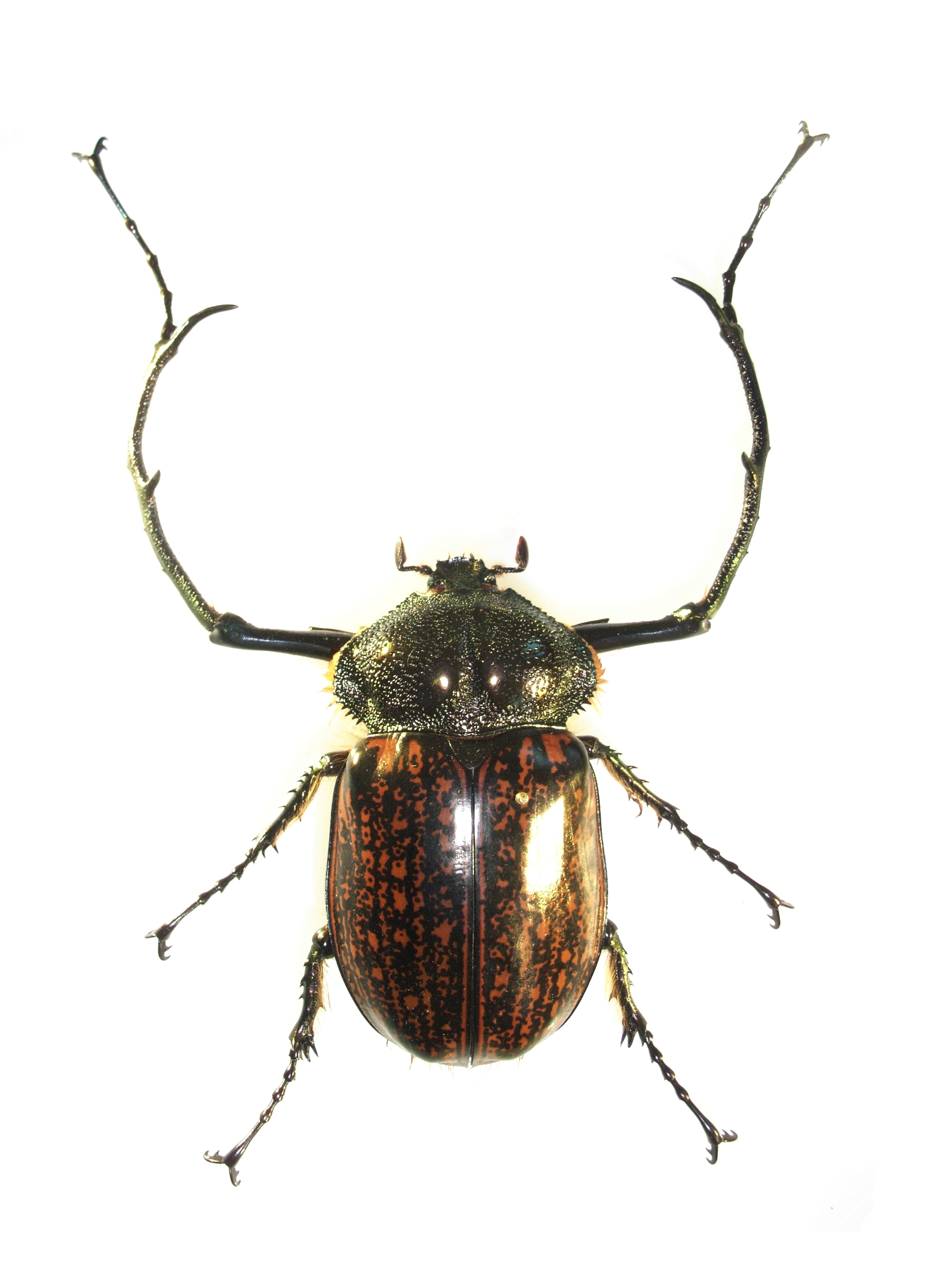
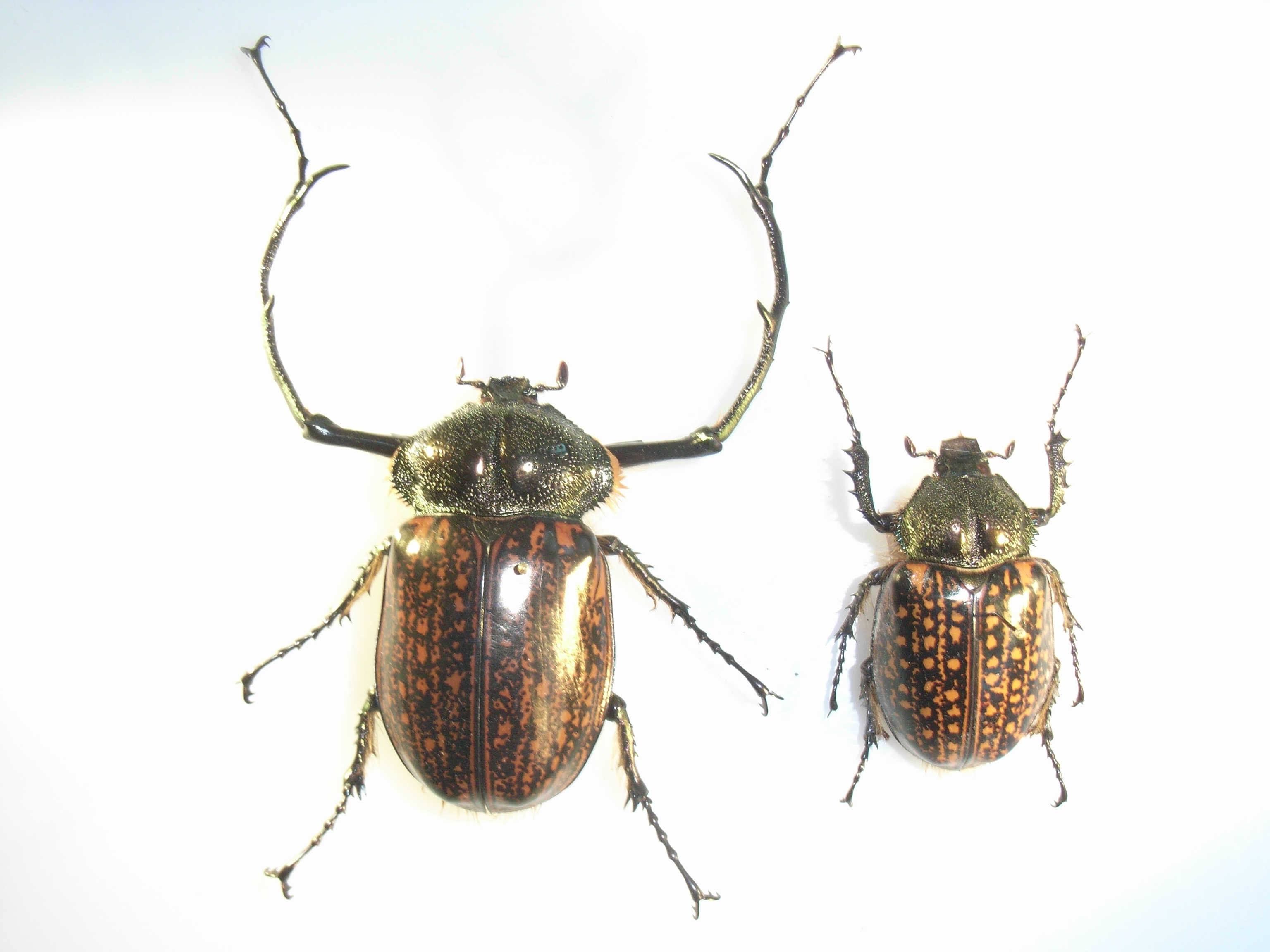
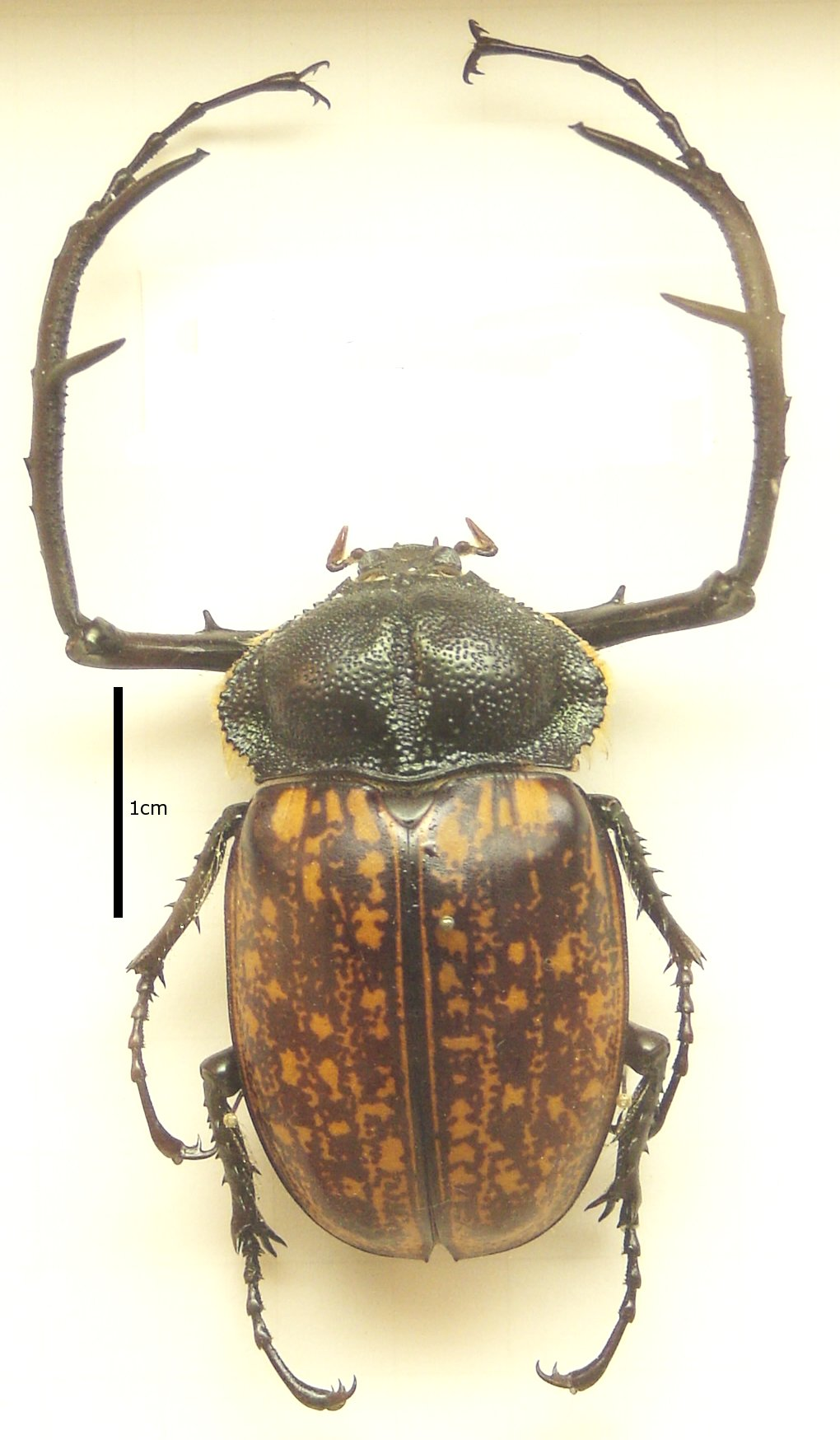